# Oskar Ritter
Oskar Ritter (* 30. September 1901 in Hamburg; † 5. März 1985) war ein deutscher Fußballspieler.

## Karriere

### Vereine
Ritter spielte zunächst bis 1923 für den Hamburger Mehrspartenverein SK Komet, bevor er zum amtierenden Schleswig-Holsteinischen Meister Holstein Kiel wechselte und sich dort nicht zuletzt wegen seiner Dribbelstärke und seinem ausgeprägten Torinstinkt, zu einer festen Größe entwickelte. Am Ende seiner Premierensaison gewann er mit dem Verein erneut die Schleswig-Holsteinische Meisterschaft, wie auch in den folgenden vier Spielzeiten und nochmals von 1930 bis 1933. In dieser Zeit gewann er auch dreimal die Norddeutsche Meisterschaft und drang bis ins Endspiel um die Deutsche Meisterschaft vor.
Danach absolvierte er noch drei Spielzeiten in der Gauliga Nordmark, eine von 16 seit 1933 in der Zeit des Nationalsozialismus eingeführten Gauligen als höchste deutsche Spielklasse im Deutschen Reich.
Aufgrund der Vielzahl an regionalen Erfolgen kam er auch in sieben aufeinander folgenden Spielzeiten (1925 bis 1932) in den Endrunden um die Deutsche Meisterschaft zum Einsatz – in 17 Spielen erzielte er beachtliche elf Tore. Seinen größten Erfolg verbuchte er 1930, als er mit seiner Mannschaft bis ins Finale vordringen konnte, nachdem der VfB Leipzig im Achtelfinale mit 4:3, Eintracht Frankfurt im Viertelfinale mit 4:2 und der Dresdner SC im Halbfinale mit 2:0 bezwungen werden konnte. In einem torreichen Spiel verlor er am 22. Juni 1930 in Berlin gegen Hertha BSC mit 4:5.
Im Tschammerpokal-Wettbewerb, der ersten Austragung eines nationalen Pokalwettbewerbs kam er einzig am 1. September 1935 in der 1. Schlussrunde beim 7:1-Sieg im heimischen Kiel gegen die SpVgg Nordring Stettin zum Einsatz – und erzielte vier Tore!

### Nationalmannschaft
Ritter bestritt sein einziges Länderspiel für die A-Nationalmannschaft am 21. Juni 1925 in Stockholm bei der 0:1-Niederlage gegen die Nationalmannschaft Schwedens.

## Erfolge
- Zweiter der Meisterschaft 1930
- Norddeutscher Meister 1926, 1927, 1930
- Meister der Oberliga Schleswig-Holstein 1930, 1931, 1932, 1933
- Meister der Bezirksliga Schleswig-Holstein 1924, 1925, 1926, 1927, 1928

## Sonstiges
Ritter hatte die Tätigkeit des Hausmeisters ausgeübt. Am 9. Oktober 1937 beantragte er die Aufnahme in die NSDAP und wurde rückwirkend zum 1. Mai desselben Jahres aufgenommen (Mitgliedsnummer 5.040.793).